# 奥田夢叶
奥田 夢叶（おくだ ゆめと、2001年4月27日 - ）は、日本の元俳優。広島県出身。

## 略歴
10歳より芸能活動を始める。2018年、ミュージカル『テニスの王子様』3rdシーズンに水野カツオ役で出演。2021年は『パタリロ』や舞台『魔法使いの約束』 のスノウ役、舞台『鬼滅の刃』 へ時透無一郎役で出演するなど2.5次元作品への出演が続いた。2023年、感染性胃腸炎を患い、9月の舞台を降板。同年12月26日、体調不良により活動を続けることが難しいとして、同年末をもって芸能活動を終了することを発表した。

## 出演

### 舞台
- ミュージカル『テニスの王子様』3rdシーズン - 水野カツオ 役
  - 全国大会 青学vs氷帝（2018年7月12日 - 9月24日、TOKYO DOME CITY HALL 他）[3]
  - TEAM Party SEIGAKU・HIGA（2018年10月17日 - 28日、AiiA 2.5 Theater Tokyo 他）[7]
  - 青学vs四天宝寺（2018年12月20日 - 2019年2月17日、日本青年館ホール 他）[8]
  - 全国大会 青学vs立海 前篇（2019年7月11日 - 9月29日、TOKYO DOME CITY HALL 他）[9]
  - 秋の大運動会 2019（2019年10月8日・9日、横浜アリーナ）[10]
  - 全国大会 青学vs立海 後篇（2019年12月19日 - 2020年2月16日、TOKYO DOME CITY HALL 他）[11]
- パタリロ!～霧のロンドンエアポート～（2021年1月21日 - 31日、天王洲 銀河劇場） - タマネギ部隊 役[4]
- 舞台『魔法使いの約束』 - スノウ 役
  - 第1章（2021年5月14日 - 30日、天王洲 銀河劇場）[5]
  - 第2章（2021年11月5日 - 21日、天王洲 銀河劇場）[12]
  - 第3章（2022年4月29日 - 5月22日、天王洲 銀河劇場 他）[13]
  - 祝祭シリーズ Part2（2023年7月8日 - 23日、天王洲 銀河劇場）[14]
- 舞台『鬼滅の刃』 - 時透無一郎 役
  - 其ノ弐 絆（2021年8月7日 - 31日、天王洲 銀河劇場 他） [6]
  - 其ノ参 無限夢列車（2022年）※映像出演[15]
- 迷宮歌劇『美少年探偵団』（2021年12月31日 - 2022年1月10日、天王洲 銀河劇場） - 足利飆太 役[16]※体調不良のため降板[17]
- 人狼系推理バトル「レジスタンスイレブン～集いはハロウィンで～」(2022年10月30日、コフレリオ新宿シアター)[18]
- アナ伝4『The Dawn of The Ragnarok〜異聞・北欧神話〜』(2023年9月16日 - 24日、シアターサンモール) - ピクルス 役[19]※体調不良のため降板[2][20]

### 映画
- 豊栄大作戦（2012年）[1]
- お前の歌が、歌える時が来るまでは（2017年）[1]
- 友罪（2018年）[21]
- 仮面ライダーアマゾンズ THE MOVIE 最後ノ審判（2018年） - ゴロウ 役
- 午前0時、キスしに来てよ（2019年）[1]
- オレたち応援屋!!（2020年）[1]
- 彼女が好きなものは（2021年）[1]

### ドラマ
- 流星ワゴン（2015年、TBS）[2]
- 戦国炒飯TV 〜なんとなく歴史が学べる映像〜（2020年、TOKYO MX 他）[22]
- 17.3 about a sex 第5話（2020年、ABEMA）[1]
- 夢中さ、きみに。 第2話（2021年、MBS）[1]
- お茶にごす。 第9・10話（2021年、テレビ東京） - 幅部 役
- 准教授・高槻彰良の推察 第6話（2021年、フジテレビ）[1]
- 暴太郎戦隊ドンブラザーズ 第4話（2022年3月27日、テレビ朝日系） - おにぎり屋の店員 役
- はじめてのよあそび （2023年、Hulu） - 坂本菜月 役
- マイ・セカンド・アオハル 第6話（2023年11月21日、TBS）[23]
- 姫とボクはわからないっ  ネトモと会う？会わない？の巻 (2024年1月4日、NHK)[24]

### MV
- UULAカバーソング「世界で一番熱い夏」
- DADAROMA「造花とカラシニコフ」

### CM
- NTT西日本 「お化け屋敷」篇
- Sportsnavi 「西武」篇
- マクドナルド マックシェイク×カルピス
- セブン-イレブン 「いい日になあれ」篇